# Vlag van Nieuwpoort (België)
De vlag van Nieuwpoort werd door de gemeenteraad op 24 november 1984 officieel vastgesteld als de gemeentelijke vlag van de West-Vlaamse gemeente Nieuwpoort. Op 5 november 1984 werd hij door het Bestuur van Vlaanderen bevestigd en uiteindelijk gepubliceerd op 8 juli 1986 en op 17 oktober 1986 in het officiële Belgisch Staatsblad.
Officieel wordt de vlag beschreven als:
Geel met een zwart bootje, waarin een leeuw van hetzelfde, rood getongd en houdende een zwarte hellebaard, paalsgewijze geplaatst
De vlag is volledig gebaseerd op het gemeentewapen en ziet er dus helemaal hetzelfde uit.

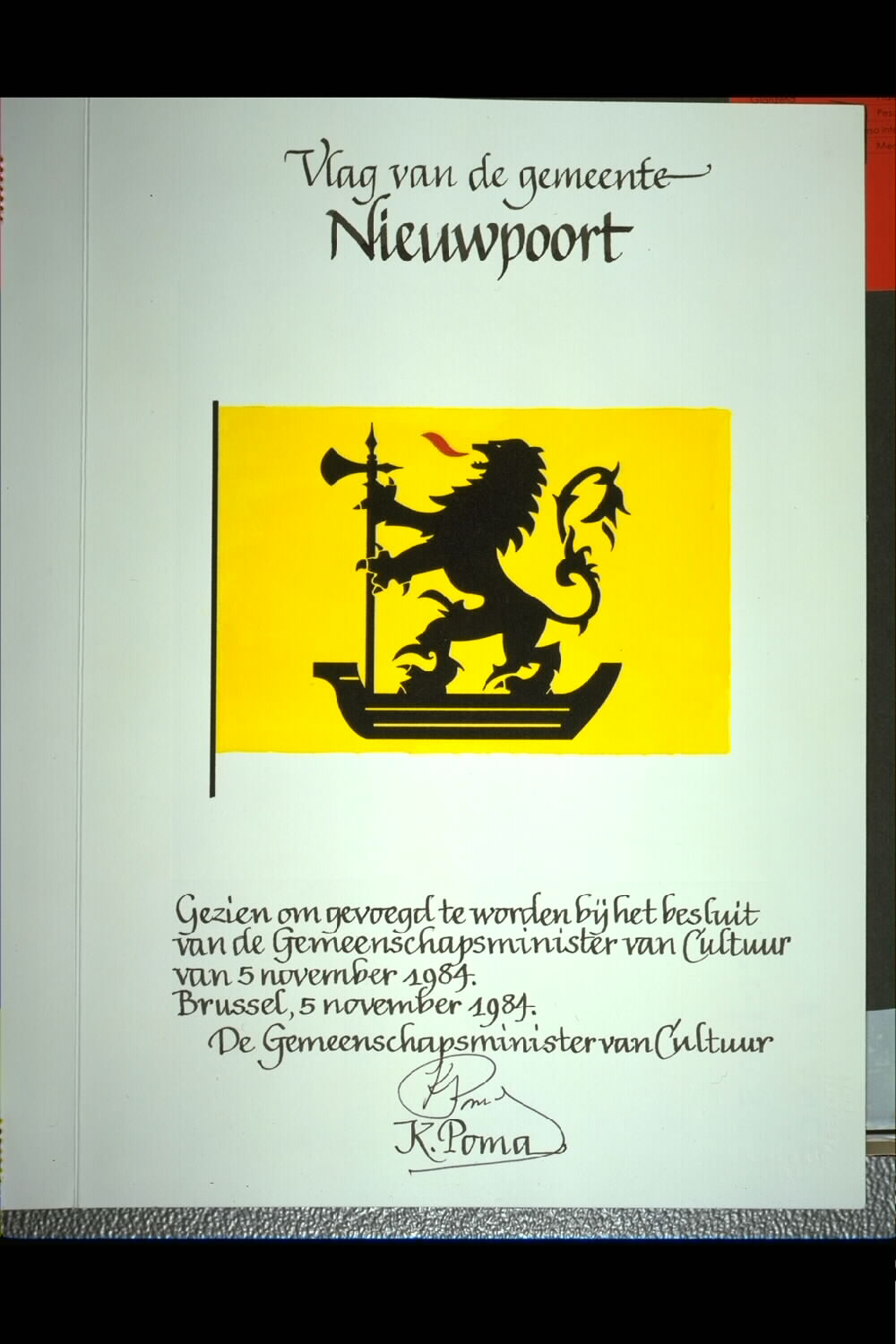
Ontwerp vlag getekend door Karel Poma